# Hemiphractus
Genre
Synonymes
- Cerathyla Jiménez de la Espada, 1870

Hemiphractus est un genre d'amphibiens de la famille des Hemiphractidae.

## Répartition
Les six espèces de ce genre se rencontrent au Panama et dans le nord-ouest de l'Amérique du Sud.

## Liste des espèces
Selon Amphibian Species of the World (10 juin 2017) :
- Hemiphractus bubalus (Jiménez de la Espada, 1870)
- Hemiphractus fasciatus Peters, 1862
- Hemiphractus helioi Sheil & Mendelson, 2001
- Hemiphractus johnsoni (Noble, 1917)
- Hemiphractus proboscideus (Jiménez de la Espada, 1870)
- Hemiphractus scutatus (Spix, 1824)

## Publication originale
- Wagler, 1828 : Auszüge aus einem Systema Amphibiorum. Isis von Oken, vol. 21, p. 740-744 (texte intégral).